# Vulgar Display of Power
Vulgar Display of Power je šesté album americké heavy metalové skupiny Pantera. Jde o jedno ze zásadních metalových alb, které hrálo roli ve formování post-thrashe. Tempa byla zpomalena a zpěv ještě přiostřen. Několik skladeb z této desky se stalo nejznámějšími od Pantery, konkrétně „Fucking Hostile“, „Mouth for War“, „This Love“ a „Walk“. Album Vulgar Display of Power také dosáhlo 44. příčky v žebříčku Billboard 200 albums chart. Roku 2004 dosáhlo úrovně jako Double Platinum.

## Seznam skladeb
1. Mouth for War – 3:56
2. A New Level – 3:57
3. Walk – 5:15
4. Fucking Hostile – 2:49
5. This Love – 6:32
6. Rise – 4:36
7. No Good (Attack the Radical) – 4:50
8. Live in a Hole – 4:59
9. Regular People (Conceit) – 5:27
10. By Demons Be Driven – 4:39
11. Hollow – 5:45

## Obsazení
- Pantera – Arranger, produkce
- Phil Anselmo – zpěv
- Diamond Darrell – kytara
- Rex Brown – baskytara
- Vinnie Paul – bicí

- Terry Date – Produkce, režie, mixáž
- Foto na obale: Brad Guice
- Foto skupiny: Joe Giron